# Керамічна флористика

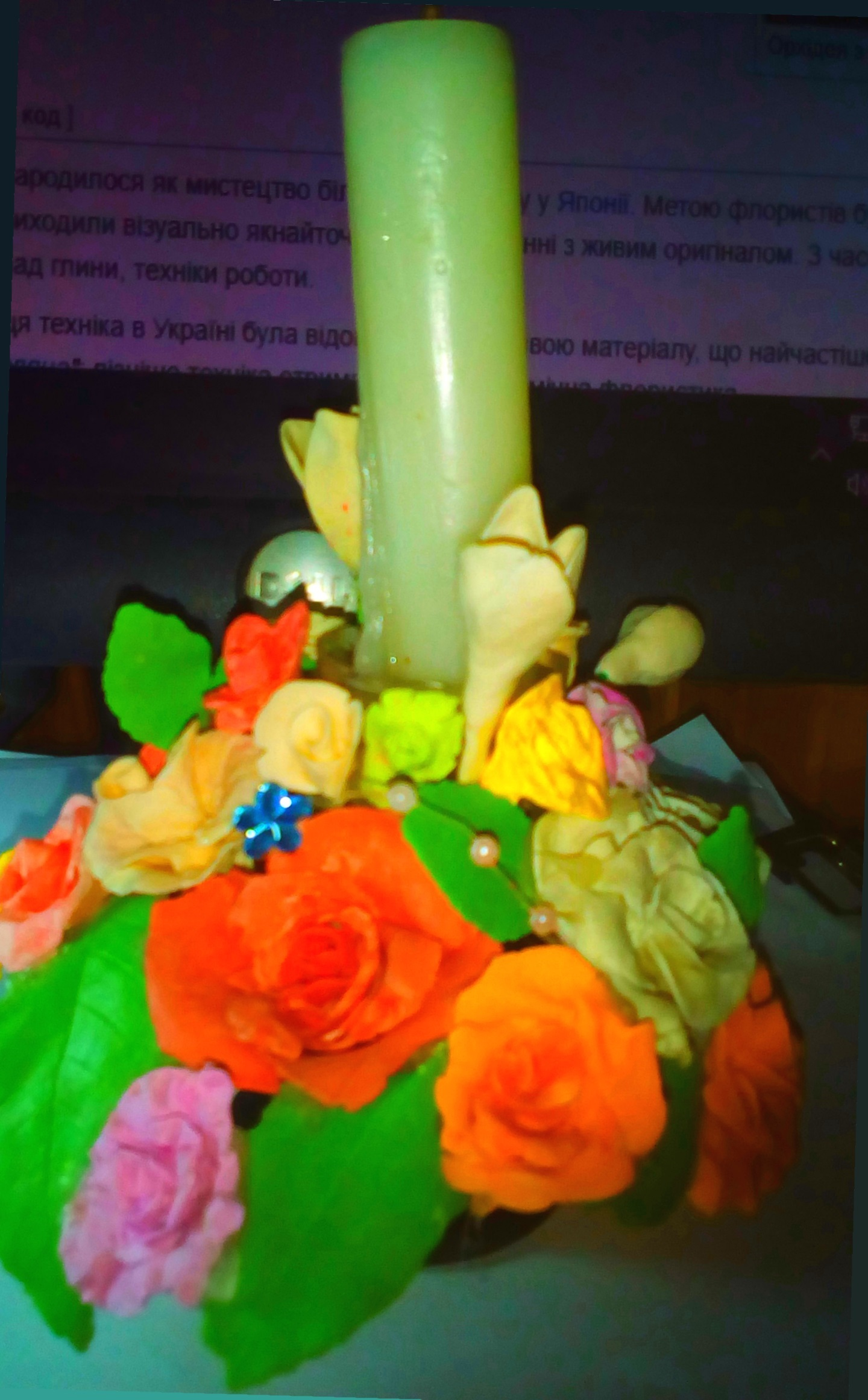
Оздоблення підсвічника штучними квітами з холодної порцеляни

Керамі́чна флори́стика — сучасний напрямок в рукоділлі, який передбачає створення досить реалістичних квітів зі спеціального матеріалу — холодна порцеляна (один із видів полімерної глини).

## Історія
Ліплення квітів з   глин зародилося  як мистецтво біля 20 років тому у Японії. Метою флористів був такий підбір матеріалів, щоб квіти виходили візуально якнайточніше в порівнянні з живим оригіналом. З часом змінювались та вдосконалювалися склад глини, техніки роботи.
Ще років десять тому ця техніка в Україні була відома саме за назвою матеріалу, що найчастіше застосовується при роботі: "холодна порцеляна"; пізніше техніка отримала назву Керамічна флористика.

## Плюси
- Оскільки матеріал до готовності висихає при кімнатній температурі, не потребує, як в традиційному гончарстві, спеціальних печей для сушіння і випалу, а інгредієнти не містять ніяких токсичних складових, технологія дуже подобається дітям від дитсадкового віку.
- За належних навичок квіти виходять дуже схожими на справжні, що дозволяє використовувати готові вироби там, де застосування зрізаних живих квітів не бажане
- Догляд за готовими виробами елементарний: можна змітати пил м'яким віничком, чи полоскати у ледь теплій воді